# Восцы
Восцы — деревня в Торжокском районе Тверской области. Относится к Большесвятцовскому сельскому поселению.
Находится в 15 км к северо-западу от города Торжка, в 3 км к западу от деревни — река Осуга.
В деревне — усадьба «Благодать» (маленькая туристическая гостиница).

## История
В 1859 году в казенной деревне Восцы 35 дворов, 239 жителей.
В конце XIX-начале XX века деревня Восцы относилась к Константиновскому приходу Никольской волости Новоторжского уезда Тверской губернии. В 1884 году в деревне 47 дворов, 278 жителей.
В 1930-40-е годы в Восцах был свой колхоз, школа, клуб. В годы войны на фронтах (1941—1945) погибли 23 жителя деревни.
В 1970-е годы в деревне отделение колхоза им. Ленина, молочная ферма, лесопилка, более 50 домов.

## Население
В 1997 году — 49 хозяйств, 105 жителей.
По переписи 2002 года — 82 человека, 37 мужчины, 45 женщин.
| 2010 |
| ---- |
| 87   |